# 데이터소스
데이터소스(datasource)는 서버로부터 데이터베이스에 대해 연결을 구축하기 위해 사용하는 이름이다. 이 이름은 데이터베이스에 쿼리를 만들 때 공통적으로 사용된다. 데이터 소스 네임(DSN)은 데이터베이스에 대해 파일명과 동일할 필요는 없다. 이를테면 friends.mdb라는 이름의 데이터베이스 파일은 school의 DSN과 함께 설정할 수 있다. 그러면 쿼리를 수행할 때 school이라는 DSN이 데이터베이스를 참조하기 위해 사용하게 된다.

## 썬의 데이터소스 버전
이 데이터소스 오브젝트가 표현하는 물리적인 데이터 소스로의 연결을 위한 팩토리이다. 드라이버매니저 유틸리티의 대안인 데이터소스 오브젝트는 연결을 수립하기 위해 선호되는 수단이다. 데이터소스 인터페이스를 구현하는 객체는 일반적으로 JNDI API에 기반한 네이밍 서비스로 등록된다.

## 야후의 데이터소스 버전
데이터소스는 다른 객체들이 통신하기 위해 공통의 예측 가능한 API를 표현하는 생존하는 데이터 집합의 추상적 표현이다. 데이터의 본질, 규모, 복잡도, 그리고 쿼리 결과를 반환하는 로직 모두 데이터소스의 유형을 결정하는 역할을 한다. 적은 양의 단순한 문자 데이터의 경우 자바스크립트 배열이 좋은 선택이다. 데이터에 약간의 흔적(footprint)이 있지만 표시에 앞서 단순한 계산적, 변형적 필터가 필요하다면 자바스크립트 함수가 올바른 접근이 될 수 있다. 매우 큰 데이터셋의 경우 또는 서드파티 웹서비스에 접근을 위해서라면 스크립트 노드나 XHR 데이터소스의 지원을 받을 필요가 있다.